# Téglássy Béla
Téglássy Béla, Téglássy Béla Rudolf (Szolnok, 1892. április 19. – ?) magyar orvos, országgyűlési képviselő.

## Élete
Régi erdélyi származású, római katolikus családban született. Szülei Téglássy István és Valachi Julianna. Középiskoláit a nagyszebeni és a székelyudvarhelyi gimnáziumban végezte, majd a budapesti Pázmány Péter Tudományegyetemen szerzett orvosi diplomát.
Az első világháború kitörésekor a volt közös 68. gyalogezred kötelékében teljesített katonai szolgálatot, és mint csapattiszt, megszakítás nélkül részt vett a hadműveletekben, a háború végéig, 1918 októberéig, amikor is főhadnagyként szerelt le. Kétszer is megsebesült, amik miatt 50 százalékos hadirokkanttá nyilvánították; katonai érdemeiért több kitüntetést kapott, 1924-ben vitézzé is avatták, 1935-ben pedig emléklapos századossá nevezték ki.
1919-ben, ellenforradalmi magatartása miatt letartóztatták, de a kommün bukása után szabadult, és a budapesti IV. kerületi karhatalom, majd később a tudományegyetem összes alakulatainak zászlóalj-orvosfőnöke volt. Az egyetem bőrgyógyászati klinikáján dolgozott 1924-ig, amikor is a Társadalombiztosító Intézet osztályvezető szakorvosa lett. Közben kinevezték az egyetem II. számú sebészeti tanszékén egyetemi klinikai tanársegéddé, 1929-ben pedig orvosi tanácsadói megbízást nyert el a Duna–Száva–Adria-vasúttársaságtól.
Mint orvos, több tanulmányutat tett külföldön, illetve a hazai végzettségei mellett más egyéb szakképesítéseket, speciális diplomákat is szerzett. Több hónapot töltött a hamburgi bőrgyógyászati klinikán és az ottani higiéniai intézetben, majd londoni és párizsi kórházakban, klinikákban is dolgozott, illetve tanulmányokat folytatott a közegészségügy, a népbetegségek és a vidéki települések egészségügyi helyzetének témájában. Hazatérve az orvosi társadalom több szakmai szervezetében is tagságot, azok egy részében vezető tisztséget is vállalt.
Az országos közéletbe az 1926-os általános választások előtt kapcsolódott be, amikor országgyűlési képviselőnek jelöltette magát a paksi választókerületben és csak néhány szavazattal maradt le a mandátumszerzésről. 1931-ben azonban egységespárti programmal őt választotta képviselőjének ez a kerület, illetve 1939-ben is mandátumot szerzett ugyanott, akkor már a Magyar Élet Pártja színeiben. A képviselőházban főleg a vidéki települések egészségügyi viszonyainak megjavításával és a betegség-megelőzésekkel kapcsolatban állt elő indítványokkal.

## Magánélete
1919. május 22-én Budapesten feleségül vette Gruber Hedviget.